# Juha Tiainen
Juha Tiainen (* 5. Dezember 1955 in Uukuniemi; † 28. April 2003 in Lappeenranta) war der beste finnische Hammerwerfer der 1980er. Er gewann bei den Olympischen Spielen 1984 in Los Angeles die Goldmedaille in seiner Disziplin.
Tiainen war sechsmaliger finnischer Hammerwurfmeister, konnte aber außer seinem Olympiasieg in Los Angeles keine weiteren internationalen Titel erringen. Sein Sieg dort war durch die Tatsache erheblich begünstigt, dass die Staaten des Warschauer Blocks die Spiele boykottierten und die starke Konkurrenz aus der Sowjetunion daher nicht zur Konkurrenz antrat.
Seine persönliche Bestleistung betrug 81,52 m, aufgestellt 1984 in Tampere, sein Wettkampfgewicht war 108 kg bei einer Körpergröße von 1,83 m.

## Erfolge
- 1984, Olympische Spiele Los Angeles: Platz 1 (78,08 m)